# Tabankort
Tabankort ist ein Ort im Nordosten von Mali.
Tabankort liegt am südlichen Rand des Adrar n Ifoghas Gebirgsmassivs an der Tanezrouftpiste.

## Bevölkerung
Die Bevölkerung besteht überwiegend aus halbsesshaften Tuareg; die überwiegend den Clans der Ifoghas und der Idnan angehören.

## Klima
Die niedrigste Durchschnittstemperatur liegt im Januar bei 21 °C, die höchste im Juni bei 35 °C.
Die Regenzeit dauert in guten Jahren von Juli bis September. In schlechten Jahren fällt überhaupt kein Niederschlag.